# Apeadero de Caria
El Apeadero de Caria es una plataforma ferroviaria desactivada de la Línea de la Beira Baixa, que servía a la localidad de Caria, en el Distrito de Castelo Branco.

## Historia
El tramo entre Covilhã y Guarda, donde este apeadero se sitúa, fue concluido el 11 de  abril de 1893, e inaugurado el 11 de  mayo del mismo año.
La circulación ferroviaria fue suspendida el 9 de marzo de 2009 en el tramo entre Guarda y Covilhã, para procederse a iniciar las obras de rehabilitación.